# Orthomorpha watsa
Orthomorpha watsa är en mångfotingart som beskrevs av Chamberlin 1950. Orthomorpha watsa ingår i släktet Orthomorpha och familjen orangeridubbelfotingar. Inga underarter finns listade i Catalogue of Life.